# Rééducation posturale globale
 (juin 2018).
La rééducation posturale globale, ou RPG, est une approche thérapeutique développée par Philippe Souchard au début des années 1980, utilisée par les physiothérapeutes et kinésithérapeutes.
La rééducation posturale globale est une approche holistique basée sur le principe des systèmes intégrés de coordination neuro-musculaire.
Cette approche thérapeutique utilise des postures d'étirements progressifs, particulièrement de la musculature statique : celle qui permet le respect des hégémonies humaines : respirer, contrôler la tête, prendre et ramener à soi, se tenir debout, se déplacer.
L'objectif de cette approche est de traiter la posture par des étirements, mais aussi d'influencer la fonction motrice et nerveuse du corps humain. La RPG est utilisé pour le traitement des déformations morphologiques (cypho-lordose, scoliose, genu valgum, varum…) et lésionnelles et aiguës (hernie discale, cervicalgie, tendinite...).